# Bruno Manoel Marinho
Bruno Marinho (Pouso Alegre, 5 juli 1984) is een Braziliaanse voetballer. Hij speelt sinds januari 2008 bij Åtvidabergs FF.

## Statistieken
| seizoen       | club           | land     | competitie            | wed. | goals |
| ------------- | -------------- | -------- | --------------------- | ---- | ----- |
| jeugd         | Guarani FC     | Brazilië | Campeonato Brasileiro |      |       |
| tot 2007/2008 | IFK Norrköping | Zweden   | Superettan            | ??   | ??    |
| 2007/2008     | Åtvidabergs FF | Zweden   | Superettan            | 12   | 0     |
| 2008-2009     | Åtvidabergs FF | Zweden   | Superettan            | 26   | 3     |
| 2009-2010     | Åtvidabergs FF | Zweden   | Allsvenskan           | 7    | 0     |
| Bijgewerkt    | 07-05-2010     |          |                       | 45   | 3     |